# 소프트웨어 개발 키트

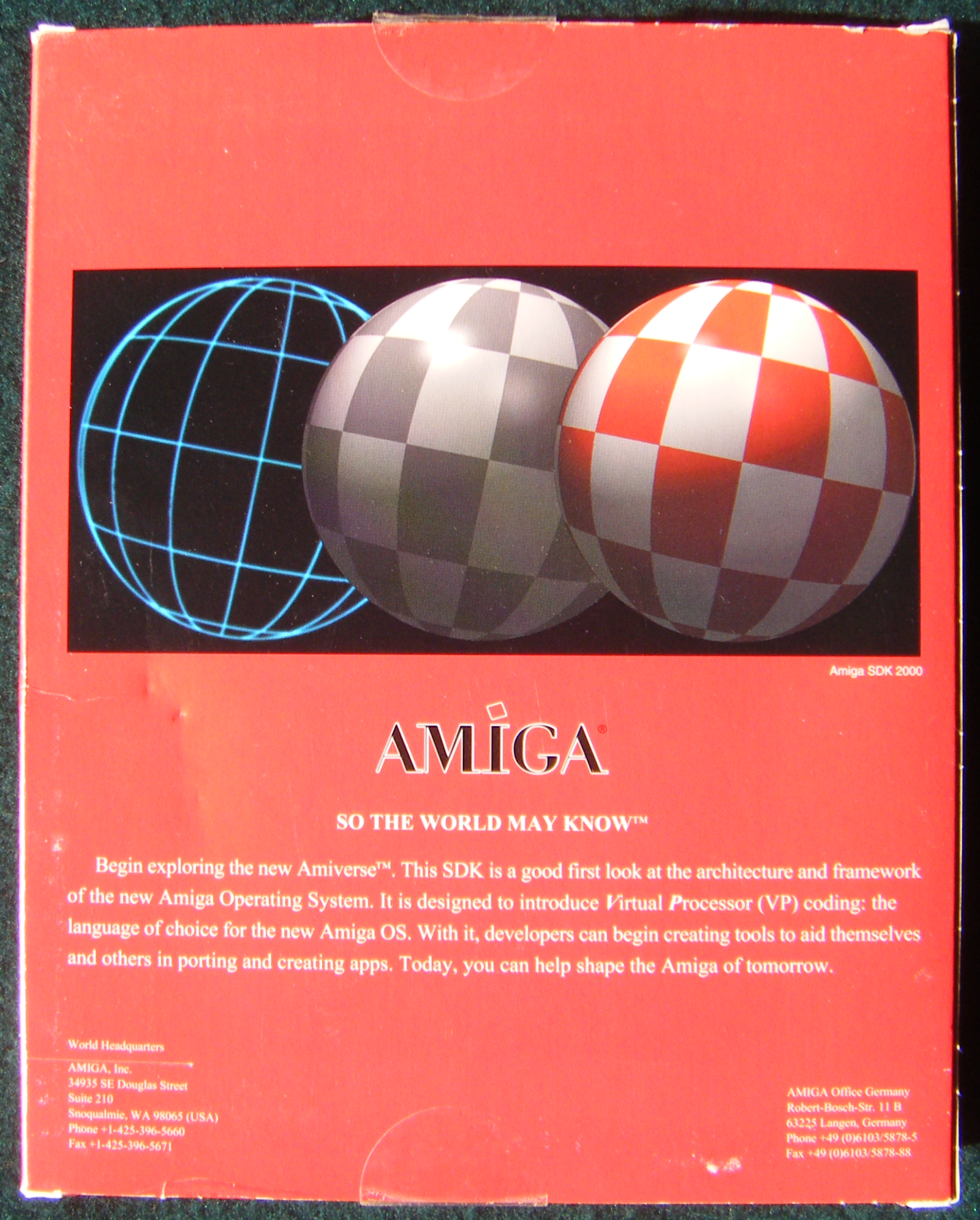

소프트웨어 개발 키트(영어: Software Development Kit, SDK)는 하나의 설치 가능한 패키지로, 컴파일 및 빌드 과정에 필요한 컴파일러와 라이브러리(또는 패키지) 등 소프트웨어 개발 도구를 모아 놓은 것이다. 일반적으로 소프트웨어 기술자가 사용하며 특정한 소프트웨어 꾸러미, 하드웨어 플랫폼, 컴퓨터 시스템, 게임기, 운영 체제를 위한 컴파일러, 디버거, 소프트웨어 프레임워크 등 응용 프로그램의 개발을 도와주는 도구의 집합이다. 응용 프로그램을 만들기 위해서는 특정한 SDK를 다운로드 받아야 하는데, 안드로이드 앱 개발을 위해서는 자바를 포함한 SDK, iOS 개발을 위해서는 Swift가 포함된 iOS SDK, MS Windows를 위해서는 .NET을 포함한 .NET Framework SDK가 필요하다. 또한 구글이나 페이스북같이 분석과 활동에 대한 데이터를 제공하기 위해 SDK가 앱에 설치되어 있는 경우도 있다.
소프트웨어 개발 키트에는 여러가지가 복합적으로 들어가 있을 수 있지만, 라이브러리 모양의 응용 프로그램 프로그래밍 인터페이스(API)가 하나 혹은 여러개 들어가있는 간단한 구조로 된 것도 있는데, 보통 그런 것들은 특정 프로그래밍 언어에 접속할 수 있게 하거나 특정한 임베디드 시스템(Embedded system)에 접속할 수 있는 복잡한 하드웨어를 포함시키기 위한 것들이 대부분이다. 공통 도구에는 디버깅 기능과 다른 유틸리티들이 포함되며, 종종 통합 개발 환경(IDE)의 형태로 포함되어 있다. 또한 SDK는 대부분 샘플 코드와 기술 참고 및 지원 문서를 지원하므로, 사용자에게 명확한 사용법이나 해결책을 제공해줄 수 있다.
일반적으로 소프트웨어 엔지니어는 해당 시스템의 개발자로부터 소프트웨어 개발 키트(SDK)를 받게 되는데, 많은 경우 해당 시스템이나 언어를 사용하는 것을 장려하기 위해서 무료로 제공된다. 종종 인터넷으로도 다운로드가 가능하다.

## 예시
- 다이렉트X SDK
- 자바 SDK
- 소스 SDK

## 같이 보기
- 응용 프로그램 프로그래밍 인터페이스(API)
- 네이티브 개발 키트(Native Development Kit)
- 위젯 툴킷